# Lill-Vägsjön
Lill-Vägsjön är en sjö i Härnösands kommun i Ångermanland och ingår i Gådeån-Indalsälvens kustområde. Sjön har en area på 0,121 kvadratkilometer och ligger 68,5 meter över havet. Lill-Vägsjön ligger i Vägsjöknösen Natura 2000-område.

## Delavrinningsområde
Lill-Vägsjön ingår i det delavrinningsområde (693571-160473) som SMHI kallar för Rinner mot Åvikebukten. Medelhöjden är 58 meter över havet och ytan är 18,02 kvadratkilometer. Det finns inga avrinningsområden uppströms utan avrinningsområdet är högsta punkten. Avrinningsområdets utflöde mynnar i havet, utan att ha någon enskild mynningsplats. Avrinningsområdet består mestadels av skog (93 procent). Avrinningsområdet har 0,27 kvadratkilometer vattenytor vilket ger det en sjöprocent på 1,5 procent.